# Odenthal
Odenthal ist eine Gemeinde in Nordrhein-Westfalen im Westen des Rheinisch-Bergischen-Kreises.

## Geografie

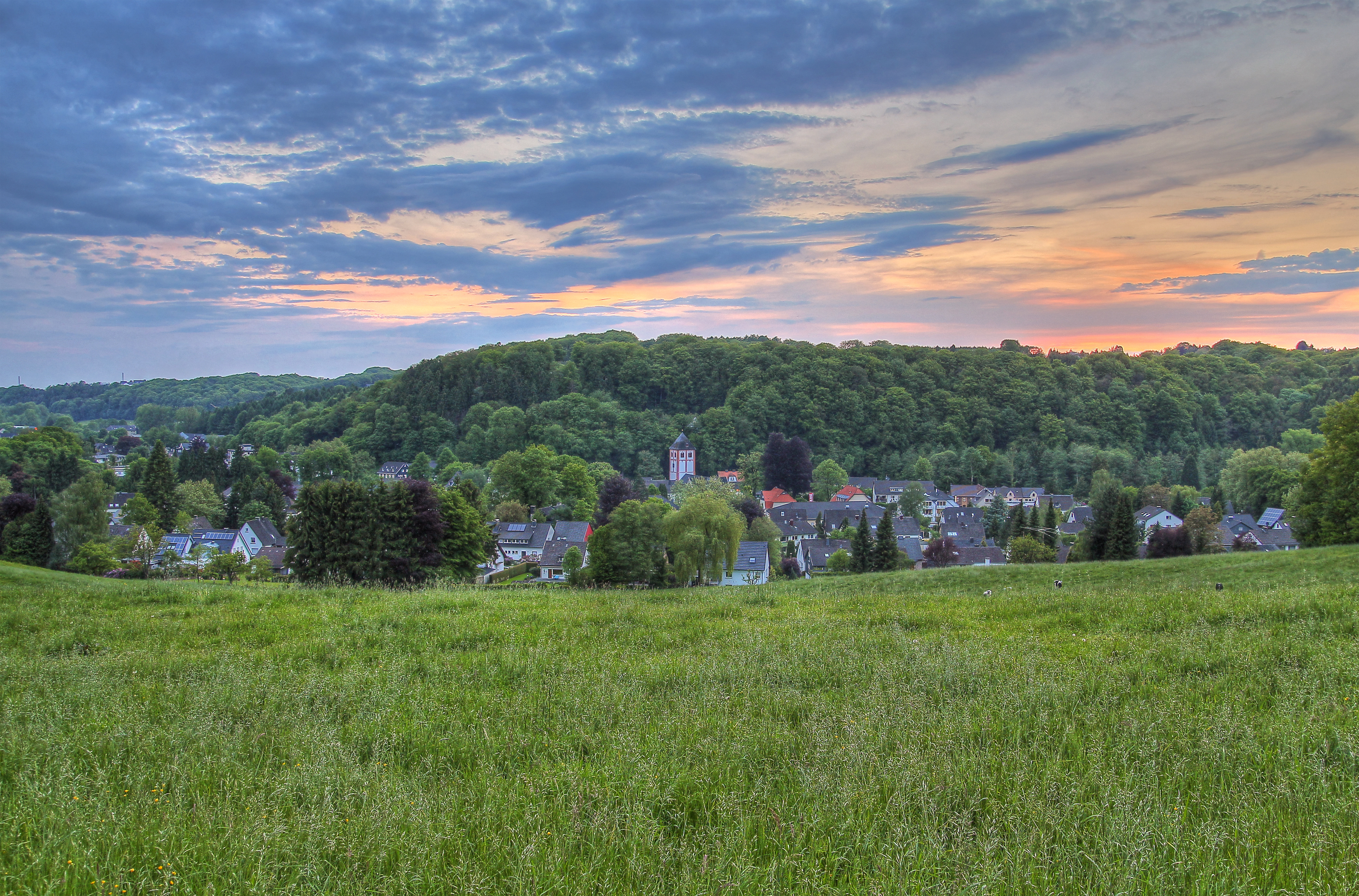
Aussicht auf Odenthal

### Lage
Odenthal liegt am westlichen Rand des Bergischen Landes und ist geprägt durch seine Wälder. Der bedeutendste Fluss im Gemeindegebiet ist die Dhünn. Ein Teil der Dhünntalsperre gehört zum Odenthaler Gemeindegebiet.
Der höchste Punkt in der Gemeinde Odenthal befindet sich an der L 310 bei Großeheide (⊙) mit 252 m ü. NHN, der niedrigste am Austritt der Dhünn aus dem Gemeindegebiet bei Hoverhof (⊙) mit 69 m.
Anschluss an das deutsche Autobahnnetz besteht in jeweils wenigen Kilometern Entfernung in Burscheid zur A 1, in Leverkusen zur A 3 sowie in Bergisch Gladbach zur A 4.

### Nachbarstädte und -gemeinden
Benachbart sind die Städte Leverkusen, Burscheid, Wermelskirchen und Bergisch Gladbach sowie die Gemeinde Kürten.

## Name
Der Name Odenthal geht vermutlich auf den Ortsnamen „Udindarre“ zurück, der wiederum auf einen Ritter namens Udin zurückzuführen sein soll, dem im heutigen Ortskern ein Weiler gehörte. Dieser soll Odenthal trockengelegt haben, daher der Name „Darre“, also wurde daraus „Udindarre“ und im Laufe der Jahre entwickelte sich der Name dann zu Odenthal.

## Geschichte

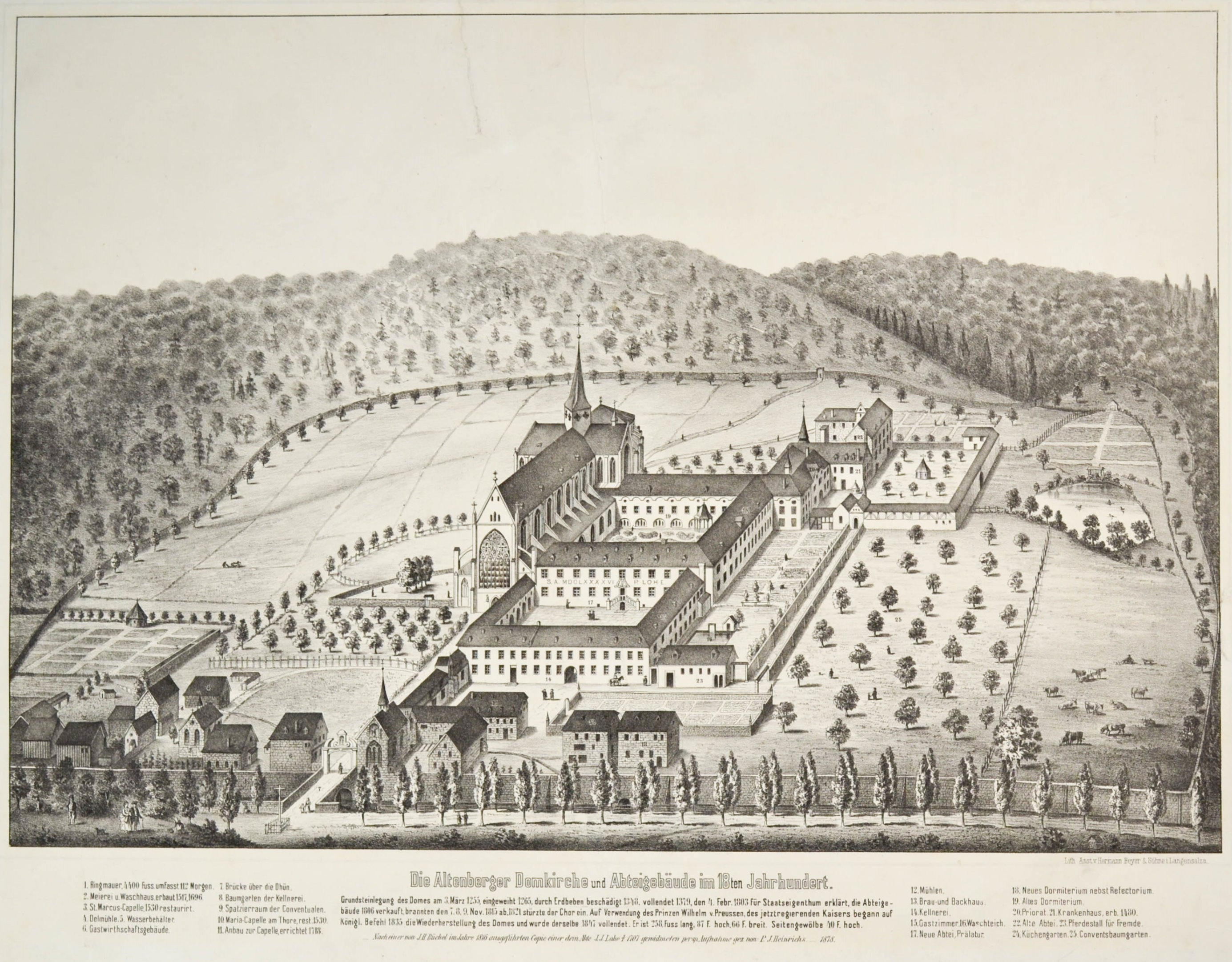
Altenberg Zisterzienserabtei

Odenthal ist geprägt durch die typischen bergischen Streusiedlungen. Der Ort selbst geht zurück auf Rodungen fränkischer Siedler im 10. Jahrhundert. Die Weiler und Gehöfte befanden sich meistens im Besitz von Herrschaften und Klöstern, besonders Strauweiler und Altenberg.
Odenthal ist die Wiege des Bergischen Landes. Im Ortsteil Altenberg stand ab der Mitte des 11. Jahrhunderts auf einem Felsdorn oberhalb des Flusses Dhünn eine Burg, die zur Namensgeberin für die gesamte Region werden sollte. Diese Burg trug den Namen Burg Berge. In der Folgezeit benannte sich das dort lebende Adelsgeschlecht nach der Burg die Grafen von Berg. 1133 schenkte Graf Adolf II. die Burg dem Zisterzienserorden. Zu diesem Zeitpunkt hatten sich die Berger mit Schloss Burg bereits einen neuen Stammsitz errichtet, dieser trug damals den Namen „Neuen Berge“. Die neugegründete Zisterzienserabtei erhielt hingegen den Namen „Montis veteris“, also Altenberg. Die Abtei hatte bis zum Reichsdeputationshauptschluss 1803 Bestand.

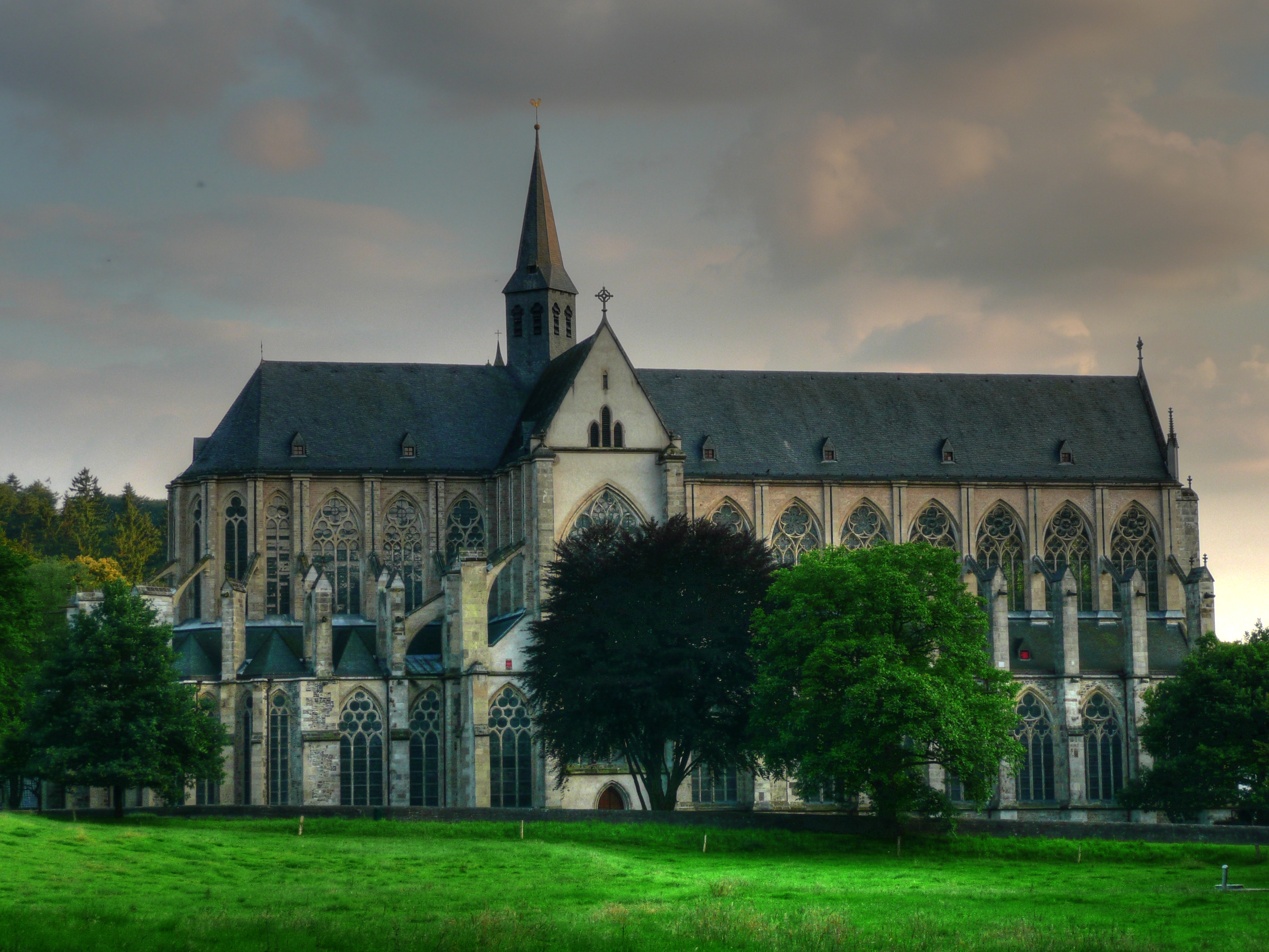
Altenberger Dom

Die Topographia Ducatus Montani des Erich Philipp Ploennies, Blatt Amt Miselohe, belegt, dass der Wohnplatz 1715 als Kirchdorf kategorisiert wurde und mit Otendahl bezeichnet wurde.
Carl Friedrich von Wiebeking benennt die Hofschaft auf seiner Charte des Herzogthums Berg 1789 als Odenthal. Aus ihr geht hervor, dass Odenthal zu dieser Zeit Teil von Unterodenthal in der Herrschaft Odenthal war.
Unter der französischen Verwaltung zwischen 1806 und 1813 wurde die Herrschaft aufgelöst. Odenthal wurde politisch der Mairie Odenthal im Kanton Bensberg zugeordnet. 1816 wandelten die Preußen die Mairie zur Bürgermeisterei Odenthal im Kreis Mülheim am Rhein.
Anfang des 20. Jahrhunderts gründeten sich in Odenthal und sodann weiteren heute zur Gemeinde Odenthal gehörenden Ortschaften die ersten Freiwilligen Feuerwehren. So wurde in Odenthal 1908 ebenso wie im Nachbarort Schildgen die Freiwillige Feuerwehr der Gemeinde gegründet, ebenso der Löschzug in Blecher. Der Löschzug Scheuren folgte sodann 1926. Vor 1908 gab es lediglich in Altenberg eine fahrbare Saug-Druck-Spritze mit 30 Metern Hanfschläuchen und Feuereimern.

Der Ort ist auf der Topographischen Aufnahme der Rheinlande von 1824, auf der Preußischen Uraufnahme von 1840 und ab der Preußischen Neuaufnahme von 1892 auf Messtischblättern regelmäßig als Odenthal verzeichnet.
| Jahr | Einwohner | Wohngebäude | Kategorie |
| ---- | --------- | ----------- | --------- |
| 1845 | 58        | 08          | Kirchdorf |
| 1871 | 94        | 14          | Dorf      |

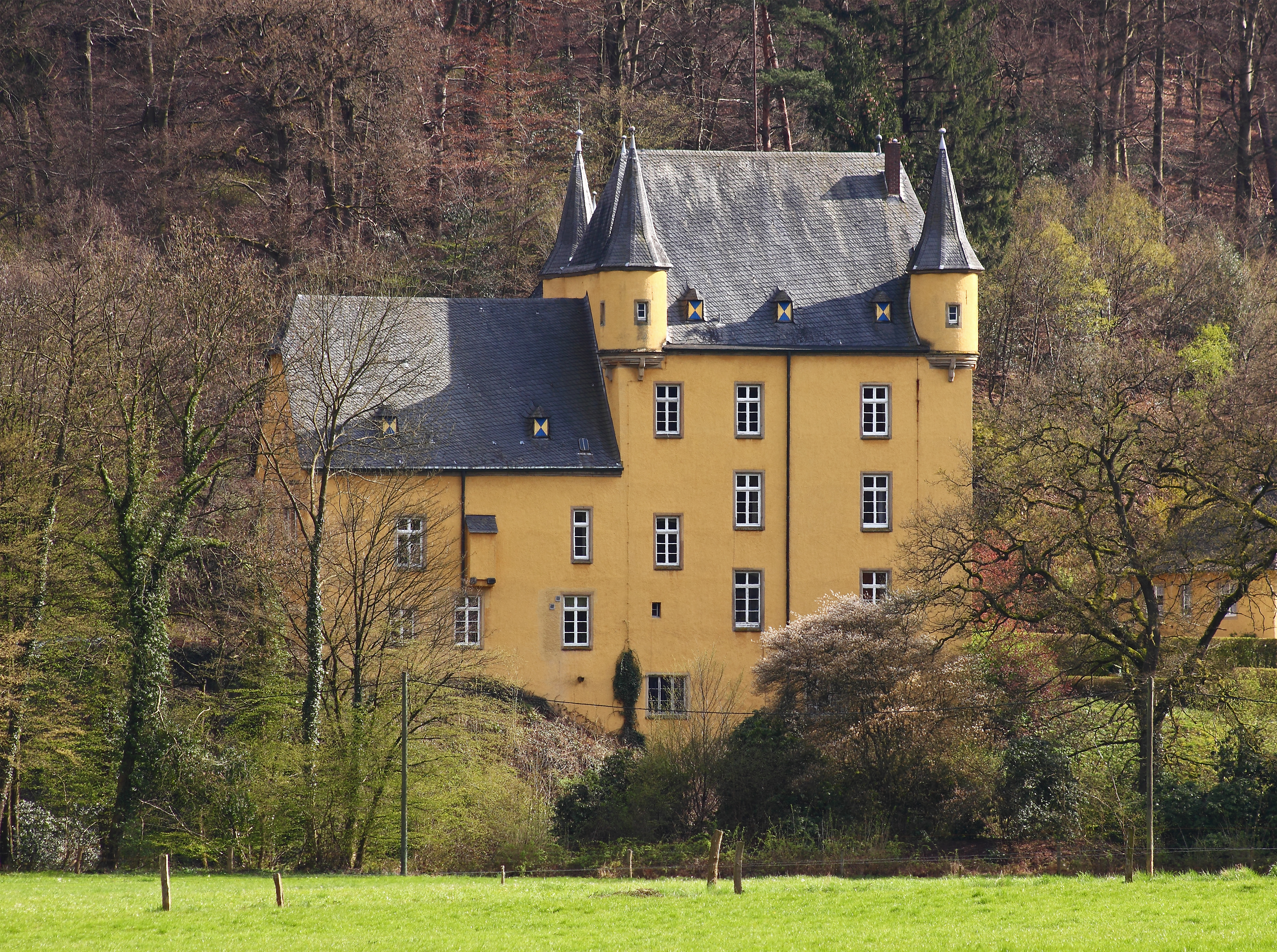
Schloss Strauweiler

Im April 2009 veranstaltete der Rheinisch-Bergische Kreis in Odenthal den zweiten Tag der Rheinisch-Bergischen Geschichte.

### Gerichtsbarkeit in Odenthal
Schon seit dem frühen Mittelalter war Odenthal Gerichtsort. Im bergischen Amt Porz war Odenthal ein Obergericht mit einem Schultheiß als Vorsteher. Im 16. Jahrhundert waren diesem sechs Hofgerichte unterstellt:
- Hofgericht zu Holz
- Hofgericht zu Dhün
- Hofgericht zu Scherf (heute Amtmannscherf)
- Hofgericht zum Hoff (Osenau)
- Hofgericht zu Strauweiler
- Hofgericht zum Herzogenhof

Daneben waren einige Hofschaften in Neschen, Schmeisig und Grimberg dem Hofgericht Selbach im Amt Steinbach und einige Hofschaften in Scheidt, Pistershausen, Hochscherf und Kramerhof dem Hofgericht Georghausen (Amt Steinbach) zugeordnet.
Daneben war die Abtei Altenberg nicht dieser Gerichtsbarkeit unterworfen, es hatte ein eigenes Hofgericht. Mit dem Obergericht war zunächst die Niedergerichtsbarkeit verbunden, bis nach Zahlung von 6.000 Reichstalern 1634 Odenthal zur Unterherrschaft Odenthal erhoben wurde, womit eine erweiterte Gerichtsbarkeit verbunden war.
Das Gericht in Odenthal wurde schließlich zur Zeit des Großherzogtums Berg von den Franzosen aufgelöst, Odenthal wurde dem Friedensgericht Bensberg zugeordnet.

## Hexenverfolgung

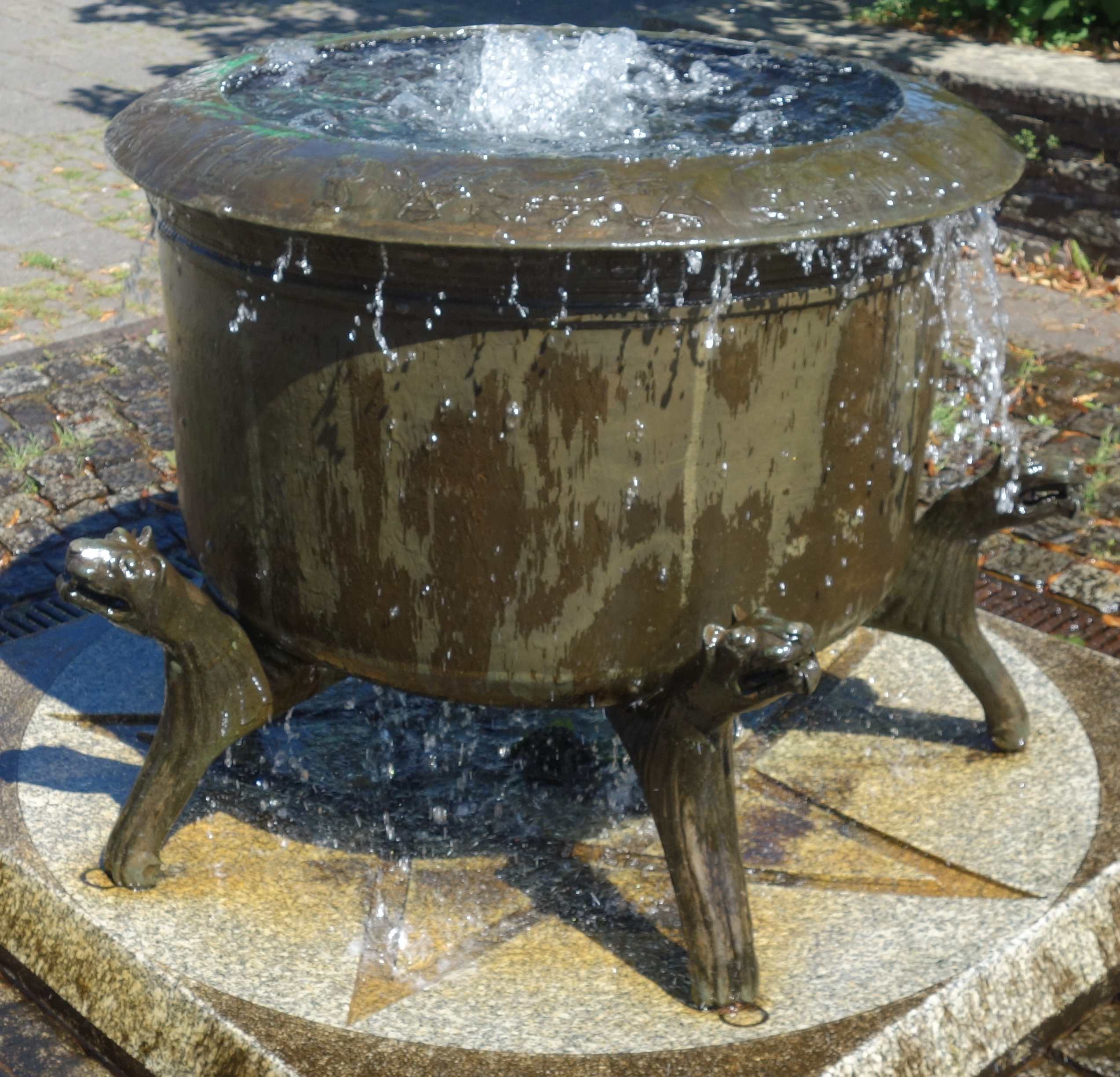
Hexenbrunnen

In Odenthal befinden sich hinter dem Rathaus und der Pfarrkirche St. Pankratius ein Brunnen und eine Gedenktafel zur Erinnerung an die Hexenprozesse. Der Hexenbrunnen wurde 1988 von dem Bildhauer Walter Jansen geschaffen zur Erinnerung an die Hexenverfolgungen, vor allem an Katharina Güschen die 1613 durch Strangulierung den Tod fand, bevor sie verbrannt wurde, aber auch an deren beiden Nachbarinnen Agnes Polwirth und Christina Kirschbaum die das Jahr zuvor das Todesurteil traf und die unter Folter ihre Nachbarin belasteten. Außerdem soll an fünf Frauen aus Odenthal und eine Frau vom „Bloemengut“, aus Nittum, erinnert werden, die bereits 1602 in Bensberg Opfer derselben Verfolgung wurden und schon damals Katharina Güschen unter Folter belastet haben sollen. Vom Prozess gegen Katharina Güschen berichtet ein Teil der noch überlieferten Protokolle. Odenthal hatte noch im 20. Jahrhundert den Spitznamen Hexenohnde. Das Landgericht Odenthal hatte in Fahn auch eine eigene Hinrichtungsstätte.

## Bevölkerungsentwicklung
| Jahr      | 1770  | 1828  | 1846  | 1910  | 1920  | 1990   | 2003   | 2004   | 2005   | 2006   | 2007   | 2012   | 2013   | 2021   |
| Einwohner | 1.783 | 4.043 | 4.590 | 3.561 | 3.606 | 13.218 | 15.439 | 15.741 | 15.781 | 15.718 | 15.736 | 14.764 | 14.727 | 15.063 |

## Politik

### Gemeinderat
Der Odenthaler Gemeinderat setzt sich aus 32 Ratsmitgliedern und dem Bürgermeister zusammen. Die Hälfte der Ratsmitglieder erhält ein Direktmandat aus den 16 Wahlbezirken, die andere Hälfte der Ratsmitglieder wird aus den Reservelisten gewählt, sofern keine zusätzlichen Überhangmandate aus den Reservelisten erforderlich sind. Aus der letzten Kommunalwahl vom 13. September 2020 resultierte folgende Sitzverteilung:
- CDU 12 Sitze
- SPD 5 Sitze
- GRÜNE 12 Sitze
- FDP 3 Sitze

### Bürgermeister
Robert Lennerts (parteilos) löste am 21. Oktober 2015 den bisherigen Bürgermeister Wolfgang Roeske (parteilos) ab. Er wurde bei der Wahl des Bürgermeisters am 13. September 2020 im Amt bestätigt.

### Wappen
Der Scheffen Sigil zu Odenthal („Das Schöffensiegel zu Odenthal“) lautet die Umschrift eines Siegels mit obigen Wappen, dessen Stempel sich noch im Besitz der Gemeinde Odenthal befindet. Da aber im Siegelgelde neben dem Wappenschild die Jahreszahl 1617 steht, ist der Stempel offenbar ein Nachschnitt aus diesem Jahre nach einem älteren Stempel vom Jahre 1556.
Der Löwe im oberen Feld ist der Bergische, das Hirschgeweih mit Grind des unteren Feldes ist als Herrschaftswappen nicht zu deuten und bezieht sich vielleicht auf den einstigen Wildreichtum der Gegend. Für dieses Feld wurde die Farbe Grün frei gewählt.

### Gemeindepartnerschaft
Odenthal unterhält seit 1996 eine Partnerschaft mit Cernay-la-Ville in Frankreich und seit Oktober 2011 mit Paimio in Finnland.

## Persönlichkeiten
- Anton Gladbach (1808–1873), Volksschullehrer und radikaldemokratischer Politiker, Mitglied der Preußischen Nationalversammlung
- Peter Hecker (1884–1971), Kirchenmaler des Expressionismus
- Gert von Klass (1892–1971), Wirtschaftsjournalist, Schriftsteller und Drehbuchautor
- Eugen Heinen (1901–1981), Altenberger Dom-Führer und Heimatforscher
- Jürgen Becker (1932–2024), Schriftsteller und Lyriker
- Paul Wißkirchen (1936–2003), Organist am Altenberger Dom
- Hubertus Prinz zu Sayn-Wittgenstein-Berleburg (* 1948), deutscher Unternehmer
- Dieter Müller (Koch) (* 1948), 3-Sterne Koch
- Fritz Roth (1949–2012), Bestatter und Autor
- Ulrike Meyfarth (* 1956), Olympiasiegerin im Hochsprung

## Sehenswürdigkeiten
Anziehungspunkt für Touristen ist der Ortsteil Altenberg mit dem Altenberger Dom, der heute simultan genutzt wird, und dem ehemaligen Zisterzienserkloster. Für Kinder ist der nahe am Dom gelegene Märchenwald Altenberg ein beliebtes Ziel. Er existiert seit 1931 und zeigt mit Miniaturfiguren zirka 20 Szenen aus bekannten Märchen. Seit den 1950er-Jahren verfügt er über eine manuell bespielte Wasserorgel im Restaurant des Märchenwaldes.
Der Ort Odenthal besitzt einen historischen Ortskern mit Fachwerkhäusern und der romanischen Pfarrkirche St. Pankratius im Mittelpunkt. Im Turm dieser Kirche befindet sich die älteste noch benutzte Glocke des Rheinlands.

### Bilder des historischen Ortskerns

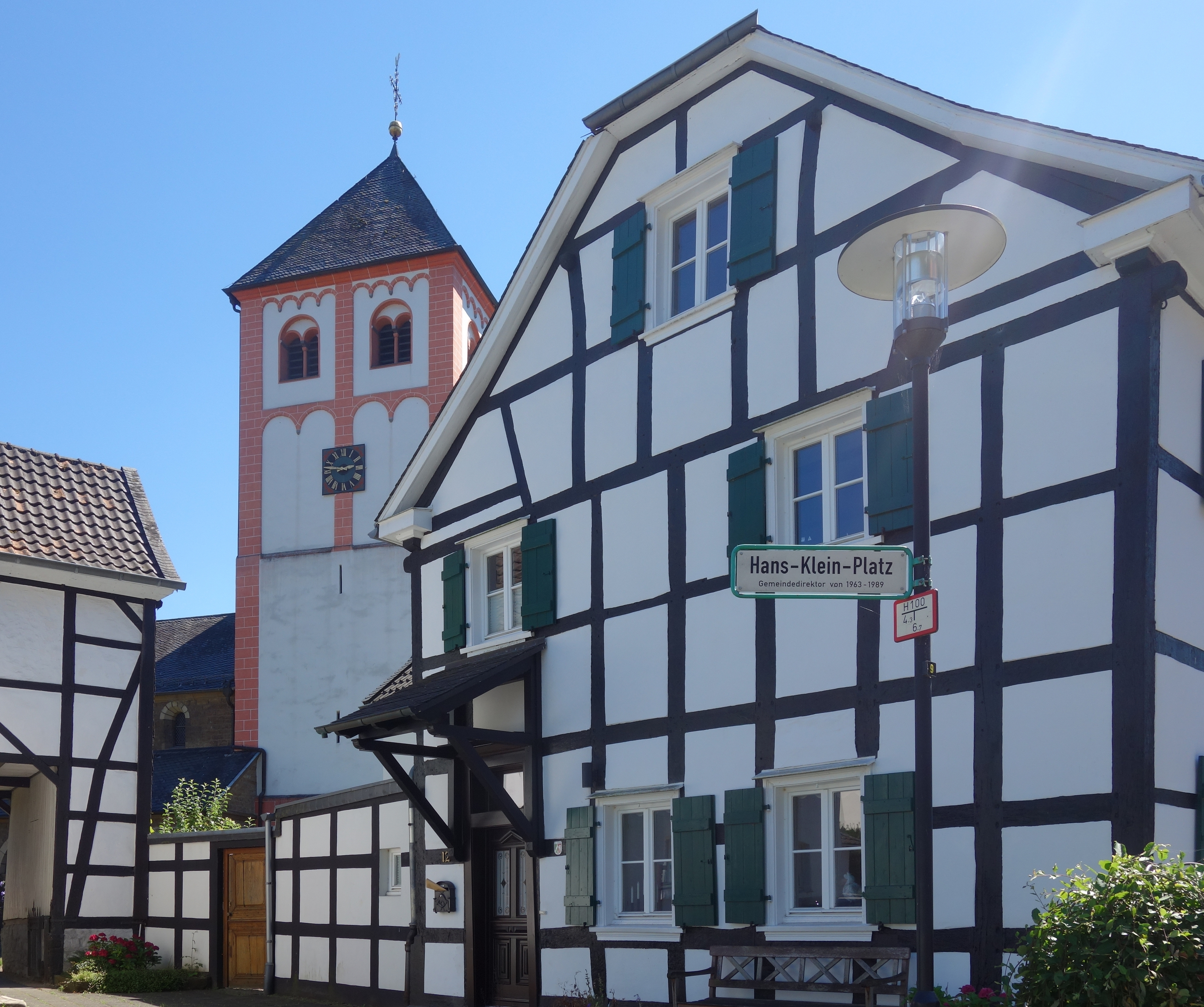
Hans-Klein-Platz
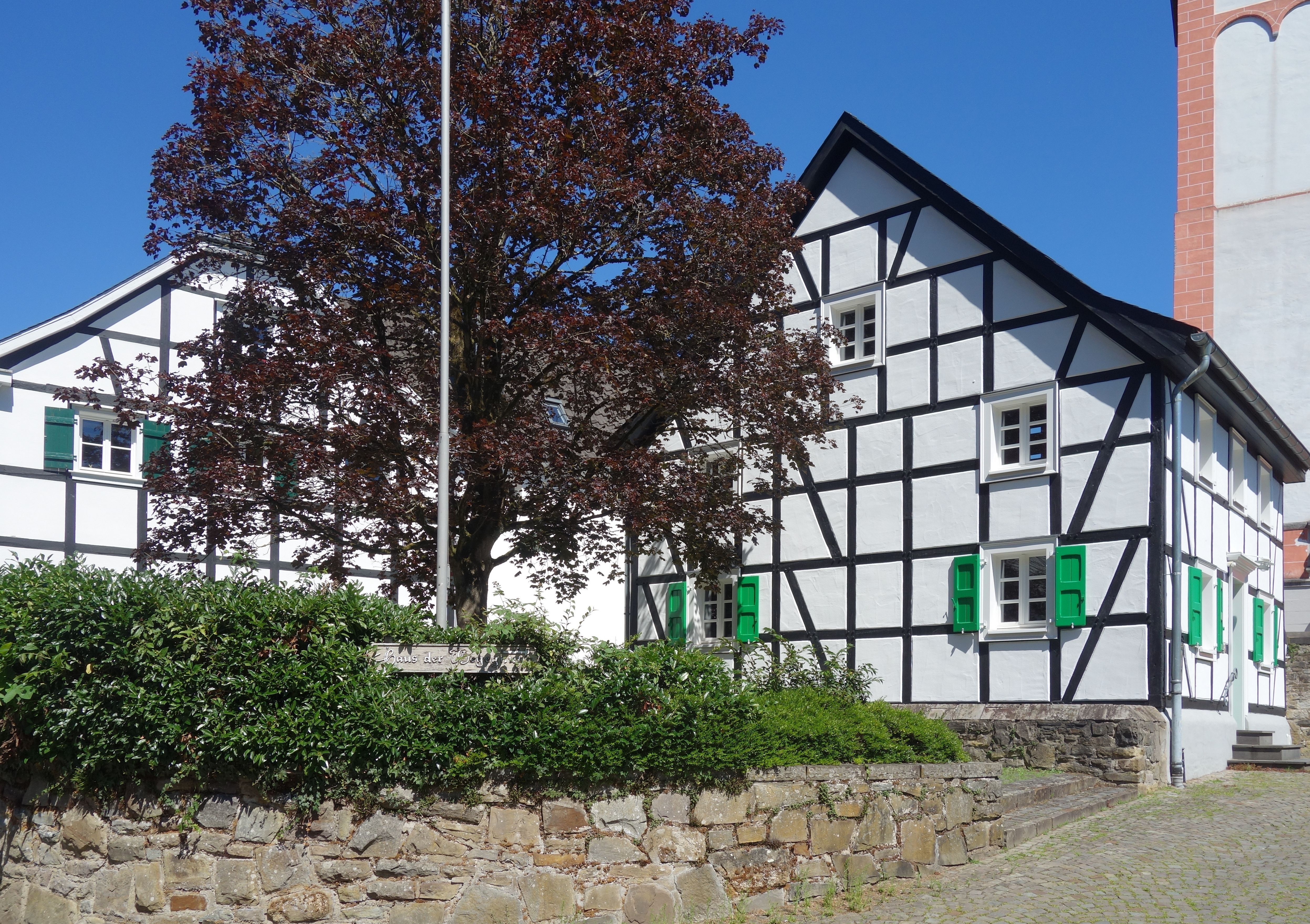
Fachwerk-Ensemble bei St. Pankratius
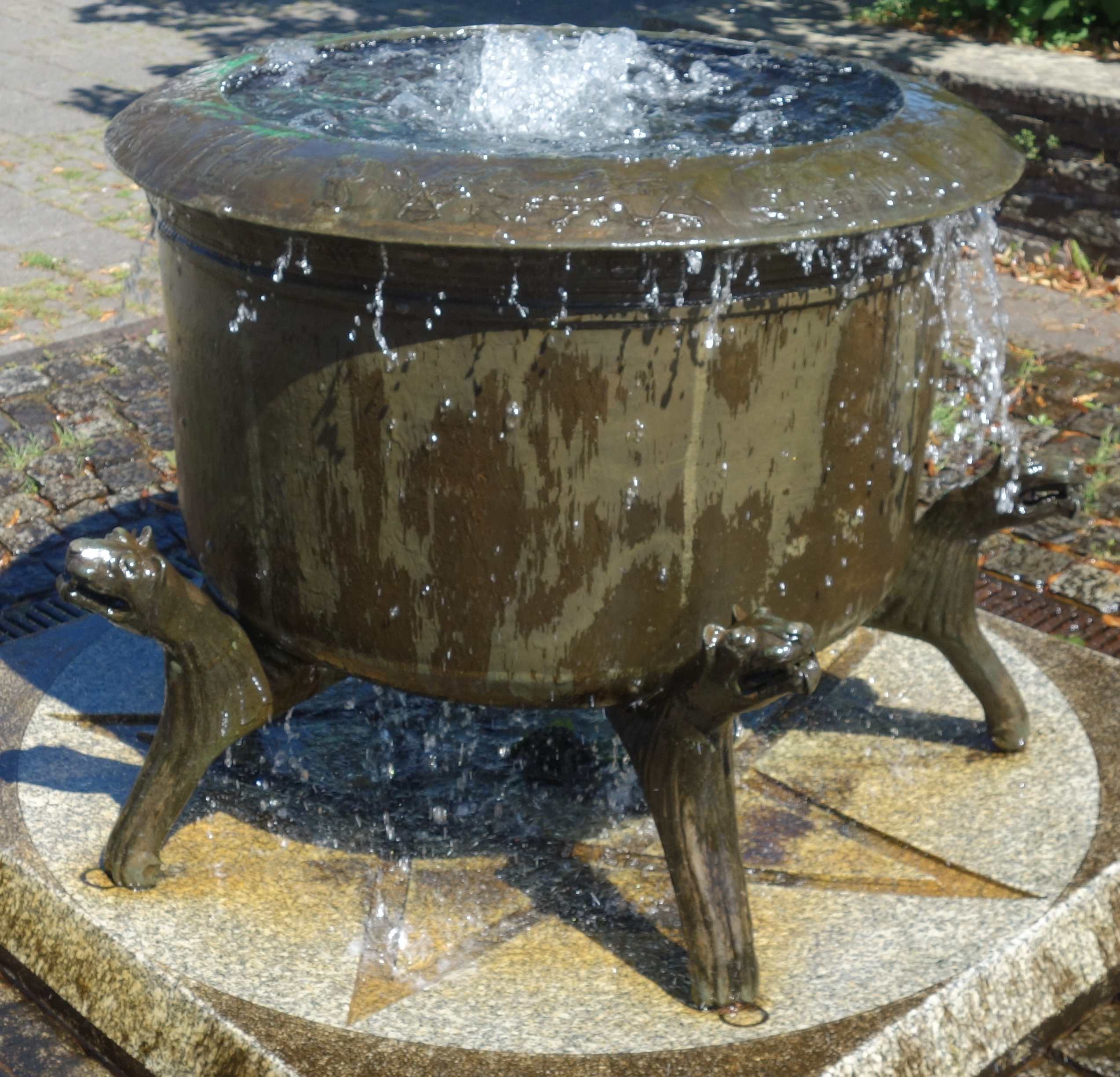
Hexenbrunnen
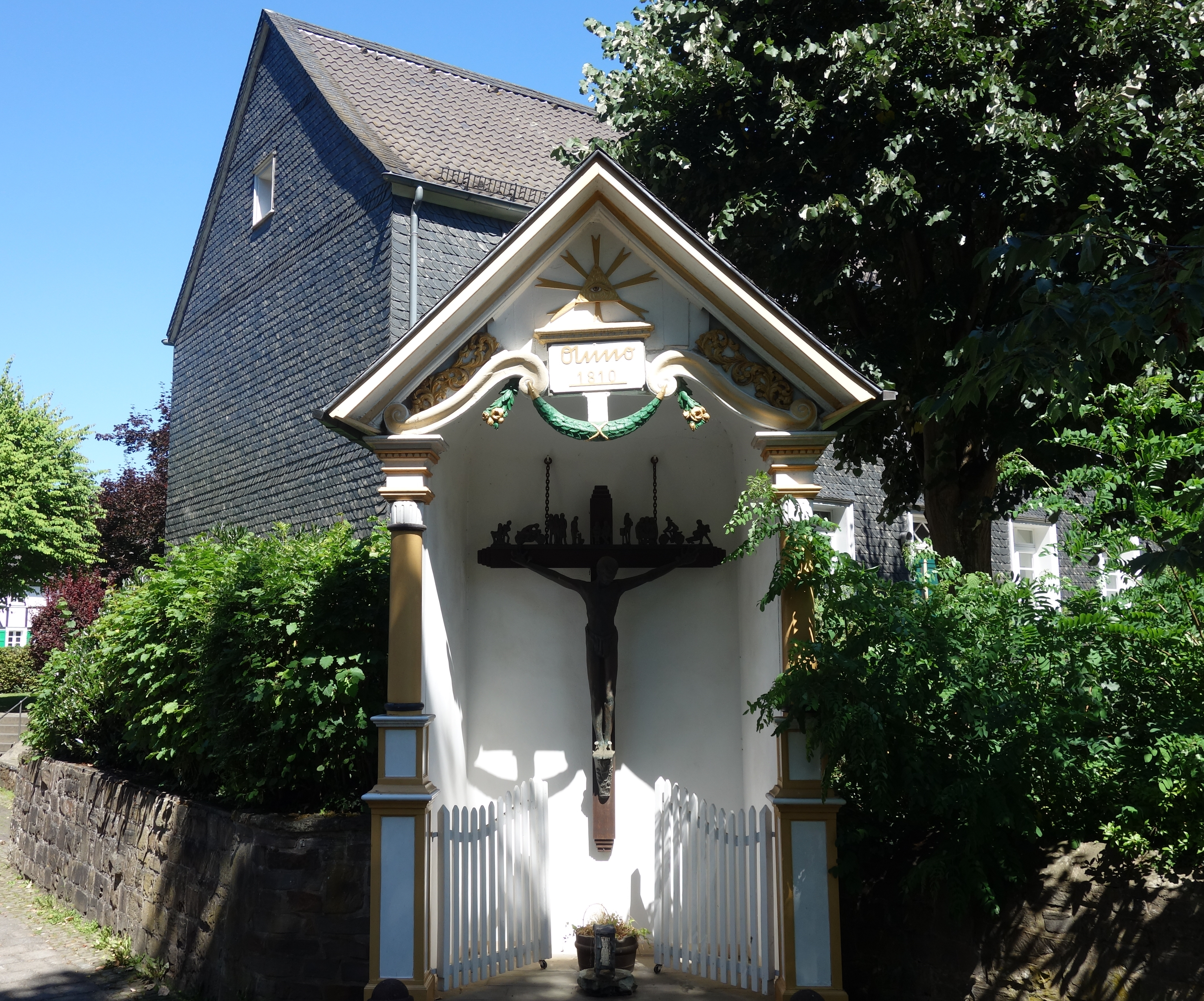
Heiligenhäuschen
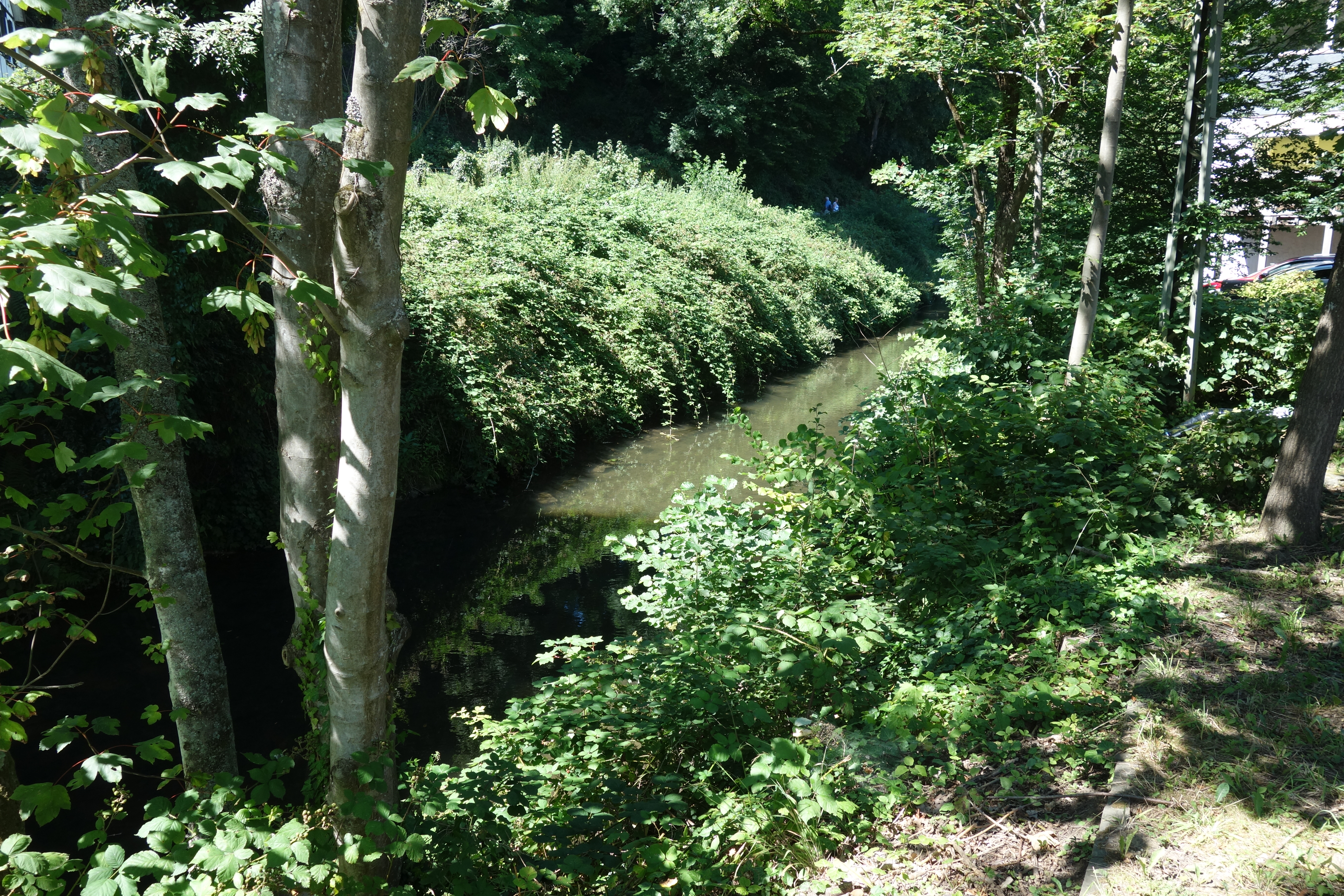
Verlauf der Dhünn am historischen Kern entlang
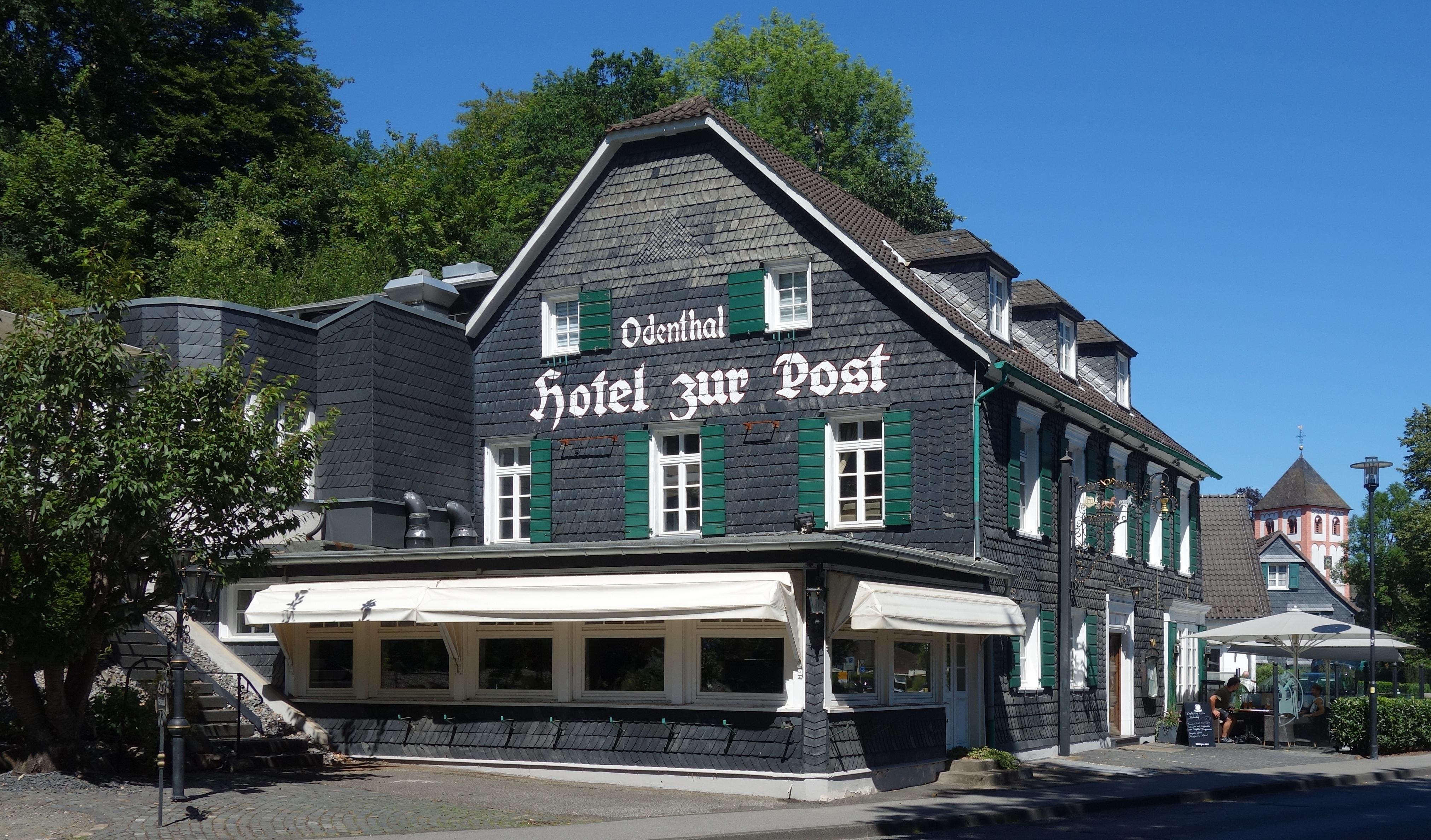
Hotel zur Post am Rande des historischen Kerns
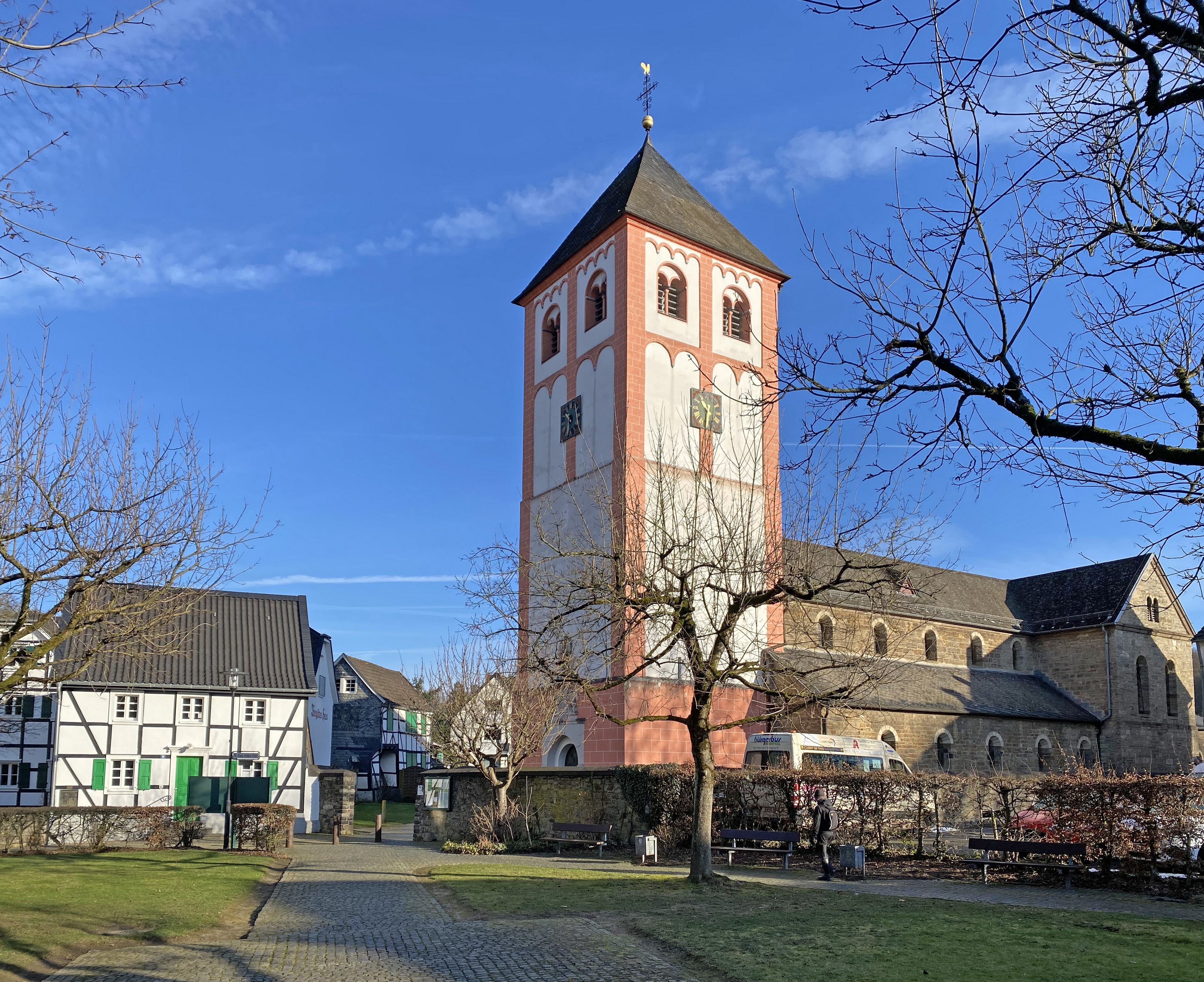
Dorfstraße mit Kirche St. Pankratius
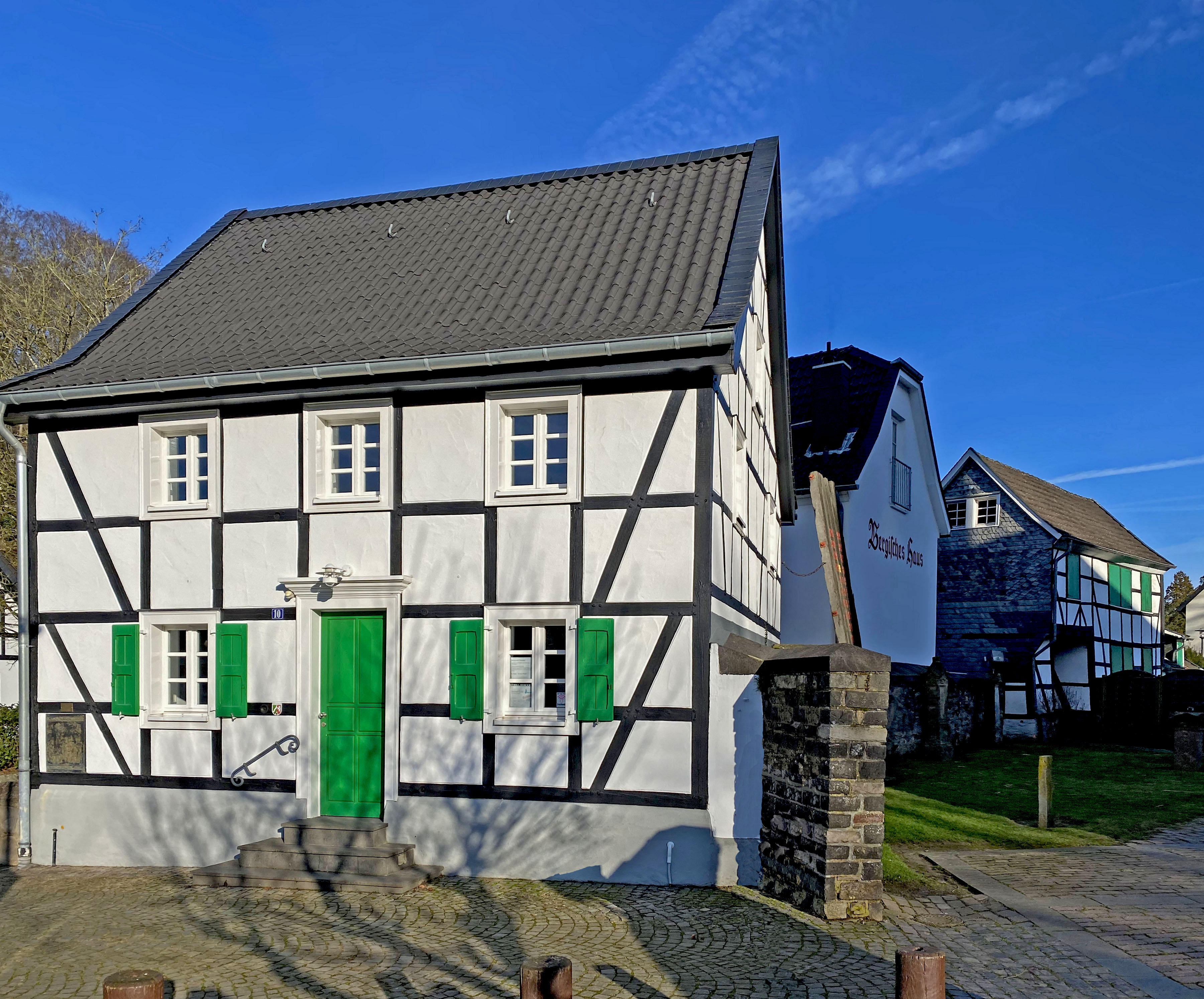
Dorfstraße

## Kirche
Odenthal bildete mit St. Pankratius eine einzige Pfarrgemeinde, bis 1915 St. Mariä Himmelfahrt in Altenberg abgepfarrt wurde. Bereits 1910 wurden die Weiler Altehufe, Grünenbäumchen, Käsbach, Schallemich, Hochscherf, Oberscheidt, Rosau, Kramerhof und Eikamp dem Bereich der ab 1918 eigenständigen Pfarre Herrenstrunden zugeteilt. Der Bereich um Schildgen bekam um 1925 eine eigene Kirche und ist seit 1929 eigene Pfarrgemeinde. Seit mindestens 1921 gibt es in Klasmühle eine Filialkirche der Odenthaler Pfarrei, heute die 1948 gebaute Heilig-Kreuz-Kirche. Der Bau der Filialkirche St. Engelbert in Voiswinkel erfolgt um 1950. 1975 wurde in Eikamp eine eigene Kirche gebaut, ohne jedoch die Pfarre Herrenstrunden zu verlassen.

## Bildung
Das Gymnasium Odenthal und die 2013 neu gegründete Ganztagsrealschule nutzen den zentral gelegenen großen Schulkomplex an der Dhünnschleife in Odenthal. Zu dem Campus gehören auch ein Kindergarten, eine Grundschule und das Dhünntalstadion. Die große moderne Dreifach-Turnhalle, wie auch der Sportplatz werden regelmäßig von Sportvereinen genutzt, wie auch für andere Veranstaltungen, wie das große, einmalige regionale Musikfestival „Rock im Thal“, das 100-jährige Jubiläum der Freiwilligen Feuerwehr Odenthal oder Abiturbälle.

## Vereine
Neben dem traditionellen Maibaumsetzen am 1. Mai wird seit 1981 jährlich vom Theater- und Maiverein Eikamp ein Theaterstück aufgeführt.
Bis auf das Gemeindezentrum selbst wird auf allen vier Höhenzügen der Gemeinde eine rege Karnevalskultur gelebt. Zahlreiche Karnevalsvereine und -komitees prägen das jeweilige Leben in den Gemeindeteilen Voiswinkel, Eikamp, Oberodenthal (i. W. Neschen und Scheuren) sowie Blecher (mit Holz, Erberich und Glöbusch). Entsprechend gibt es auch vier Karnevalsumzüge im Gemeindegebiet.
Der Verein Landschaft und Geschichte e. V. beschäftigt sich seit vielen Jahren mit der Geschichte von Odenthal und der näheren Umgebung. Es werden Ausflüge und Führungen zu regionalen Sehenswürdigkeiten angeboten.

## Verkehr
Odenthal wird von insgesamt sieben Buslinien und zwei Nachtbuslinien erschlossen und gehört zum Tarifgebiet des Verkehrsverbund Rhein-Sieg (VRS). Es bestehen folgende Verbindungen:
- Linie 212: LEV Mitte – LEV Schlebusch – Odenthal Glöbusch – Odenthal Blecher – Odenthal-Altenberg – Odenthal, Schule
- Linie 238: Dabringhausen Mitte – Altenberg – Odenthal, Schule
- Linie 430: Bergisch Gladbach S – GL Hebborn – Odenthal Mitte – Odenthal-Glöbusch – Burscheid
- Linien 431/433: Bergisch Gladbach S – GL Im Aspert – Odenthal-Voiswinkel – In der Follmühle / – Odenthal-Küchenberg
- Linie 432: Bergisch Gladbach S – GL Hebborn – Odenthal Mitte – Scheuren – Neschen – Schmeisig
- Linie 434: Köln-Mülheim Wiener Platz – K Leuchterstraße – GL Schildgen – Odenthal Mitte – GL Im Aspert – Bergisch Gladbach S
- N 41 (Rundverkehr): Bergisch Gladbach S – GL Im Aspert – GL Hand – GL Paffrath – GL Schildgen – Odenthal Mitte – GL Hebborn – Bergisch Gladbach S
- N 42 (Rundverkehr): Bergisch Gladbach S – GL Hebborn – Odenthal Mitte – Odenthal Blecher – Altenberg – Odenthal Mitte – GL Schildgen – GL Paffrath – GL Hand – GL An der Flora – Bergisch Gladbach S

In Odenthal waren am 1. Januar 2018 12.347 Kraftfahrzeuge zugelassen, davon 10.471 Pkw.